# Riccardo Romani
Riccardo Romani (* 31. Dezember 1987) ist ein ehemaliger italienischer Biathlet und heutiger Biathlontrainer.

## Karriere
Riccardo Romani ist Sportsoldat und lebt in Bormio. Er startete für G. S. Fiamme Gialle und wurde von Andreas Zingerle trainiert. Seine ersten internationalen Rennen bestritt er 2005 im Rahmen des Junioren-Europacups, des späteren IBU-Cups. 2007 schaffte er es in Cesana San Sicario als Dritter hinter Alexis Bœuf und Jean-Guillaume Béatrix zum einzigen Mal auf das Podest. Mehrfach lief er zudem unter die besten Zehn. Erste internationale Meisterschaften wurden die Junioren-Weltmeisterschaften 2007 im heimischen Martell, bei denen der Italiener 56. des Einzels, Neunter des Sprintrennens, 25. im Verfolgungsrennen und mit Claudio Mussner, Daniel Taschler und Harald Egger als Schlussläufer der Staffel 12. wurde.
Seit der Saison 2008/09 startet Romani bei den Männern im Leistungsbereich, in der Saison gehörte er auch dem B-Kader Italiens an, und verblieb in dieser Position auch in der folgenden Saison. Hier bestritt er seine ersten Rennen in Obertilliach und wurde 48. eines Einzels und eines Sprintrennens. Seinen ersten Punkt gewann er wenig später als 40. eines Sprints in Martell. In Ridnaun konnte er sich gegen Ende seiner ersten Saison bis auf einen 21. Platz in einem Einzel verbessern, es ist bislang seine beste Platzierung in der Rennserie. Erste internationale Meisterschaft bei den Männern wurden die Europameisterschaften 2012 in Osrblie. Im Einzel wurde Romani 33., im Sprint 60., womit er sich als Letzter für das Verfolgungsrennen qualifizierte, in dem er 54. wurde, und mit Mirco Doddi, Pietro Dutto und Michael Galassi als Startläufer im Staffelrennen den zehnten Platz belegte.
Mehrfach war er in unterklassigen Rennen auf kontinentaler Ebene auch als Skilangläufer aktiv.

## Trainerlaufbahn
Riccardo Romani ist seit 2022 als Trainer tätig. Zunächst war er bis 2024 Athletiktrainer der italienischen B-Mannschaft, seitdem ist er verantwortlicher Trainer für die IBU-Cup-Mannschaft der Männer.